# Jean-Michel Desjeunes
Jean-Michel Desjeunes (Paris, 26 février 1943 - Paris, 1er février 1979) est un écrivain, journaliste et présentateur de télévision et de radio français, des années 1960 et des années 1970, qui a notamment présenté le journal télévisé de la deuxième chaîne de télévision de 1972 à 1974, à l'époque de l'ORTF.

## Biographie

### Parcours
Jean-Michel Desjeunes est né en 1943. Fils d'un imprimeur et d'une fonctionnaire à la Communauté européenne, il a été élève du Centre de formation des journalistes où son talent et sa rigueur sont remarqués et font qu'il devient vite un espoir du journalisme,. Il fait ses débuts sur la radio RTL, qu'il quitte, en 1968, pour créer à Radio-Monte-Carlo, en compagnie de son camarade de promotion Pierre Lescure, futur PDG de Canal +, un "nouveau type de journaliste-animateur", dans "Radio-Caroline". Tous deux deux resteront de très proches amis pendant plus de dix ans. Il travaille aussi en équipe avec Philippe Bouvard, selon qui "Desjeunes méritait bien son nom". Accédant « très tôt au vedettariat sonore » selon Bouvard, et "plein d'entrain, il semblait respirer la joie de vivre".
Il est ensuite recruté par la première chaîne de télévision en 1972, comme présentateur à Télé-midi puis officie à 24 heures sur la Une, l'unité d'information de la première chaîne de l'ORTF à partir du 11 septembre 1972. Il participe avec Danièle Gilbert à une expérience de télévision de la mi-journée mixant actualités et variétés et interview des vedettes. Dans sa vie privée, il aime le théâtre et joue "La Fantaisie pour un gentilhomme" de Joaquin Rodrigo. Il semble alors toujours "promis à un superbe avenir", selon Danièle Gilbert.
Jean Lefèvre, directeur de l'information sur la seconde chaîne de l'ORTF, le remarque et le recrute comme présentateur du journal de 20 heures, de 1972 à 1974. Lors de l'éclatement de l'ORTF, il est recruté par Europe 1. La radio lui confie l'animation de plusieurs émissions, parmi lesquelles "Tout peut arriver", où devant un parterre de jeunes il reçoit et interviewe des stars, parmi lesquels Roger Waters, de Pink Floyd, alors en pleine ascension ,
. L'émission est aussi ponctuée d'un "journal du rock", présenté par Pierre Lescure et d'une interview quotidienne d'un politique, réalisée par Anne Sinclair.
En 1975, Bertrand Boulin, un éducateur spécialisé  qui avait fondé en novembre 1969 un "comité anti-drogue" avec son père le ministre Robert Boulin, venant au secours des jeunes drogués, sur le mode du centre Olivetan du docteur Claude Olievenstein, publie Au secours des enfants perdus, un livre qui a "recueilli la parole d’enfants que la rue a rejetés dans les caniveaux de la société". Après sa publication, Jean-Michel Desjeunes l'invite dans « Tout peut arriver » puis lui propose d’intervenir régulièrement dans l’émission, trois fois par semaine, par une chronique intitulée « Le carré interdit », réclamant que les enfants aient enfin des droits.
Boulin a alors l'idée d'élaborer une "charte des enfants", pour établir leurs droits et en septembre 1976, une émission hebdomadaire est consacrée à cette charte, prenant son nom, avec un point quotidien à 17h30 : les enfants téléphonent pour faire valoir leurs droits. Elle est coanimée par Jean-Michel Desjeunes, Philippe Alfonsi et Bertrand Boulin. L'émission devient un livre publié en janvier 1977, avec leurs trois signatures. L’éditeur précise cependant, dans le plan du livre, que la troisième partie du livre est « une réflexion des auteurs et en particulier de Bertrand Boulin ». France Inter copie le succès de l'émission, en créant une semblable. Mais deux mois après la sortie du livre seulement, en mars 1977, le livre fait l'objet de critiques : Pierre Weber, député giscardien de Meurthe-et -Moselle, demande son interdiction et le premier ministre Raymond Barre lui répond le 26 mars que ses "inquiétudes" sont "compréhensibles". Les mois suivants, les critiques continuent, venant du monde associatif, qui dénoncent "une publicité importante, et sans aucune restriction" pour l'émission dans les médias. Le quotidien Le Monde est également très critique,,mais permet à Bertrand Boulin, d'y répondre. Il ne mentionne plus alors l'émission mais seulement son livre. Europe1 a ensuite déplacé l’émission en soirée, puis définitivement décidé la fin du programme. Entretemps, en septembre 1977, Bertrand Boulin fonde l’association « SOS Enfants » dont il devient président et dans les locaux de laquelle se rend fréquemment un de ses nouveaux amis proches, Gabriel Matzneff, comme ce dernier le raconte dans « Un galop d’enfer » (1977-78).
L'émission de radio est décalée à une heure plus tardive puis supprimée, et Jean-Michel Desjeunes devient de son côté l'animateur d'une autre émission sur Europe1 : Il était une fois, les stars, le samedi après-midi.

### Cinéma
Jean-Michel Desjeunes a incarné au cinéma son propre rôle de présentateur-vedette du journal télévisé dans L'Événement le plus important depuis que l'homme a marché sur la Lune, une comédie italo-française réalisée par Jacques Demy et sortie en 1973, qui raconte l'histoire de Marco, un directeur d'auto-école, vivant heureux avec Irène, propriétaire d' un salon de coiffure et apprend qu'il est enceint de quatre mois, apportant une célébrité immédiate au salon de coiffure de son épouse, et une spéculation sur le fait qu'il ait consommé des poulets aux hormones. L'événement fait la une des journaux et dans l’intermède le plus féministe du film, les clientes du salon de coiffure estiment que « si les hommes se mettent à avoir des enfants, la pilule sera en vente partout », à une époque où elle est encore peu répandue.

### Famille
Marié, il était père de deux enfants.

### Décès
Il s'est donné la mort à l'âge de 35 ans, le 2 février 1979 en se jetant par la terrasse de l'appartement qu'il occupait sous les toits,, près de l'avenue Foch, dans le XVIème arrondissement de Paris, une "fin tragique" qui "reste en mémoire". Le cœur de son ami Pierre Lescure est « amputé » et la station tout entière sous le choc, sans comprendre. Selon Pierre Lescure, il avait dû affronter avant des difficultés de santé et de famille, et avait tenté de résister à l'apparition de l'alcool par des périodes et cure de sevrage. Au cours du mois précédent, Bertrand Boulin, avec qui il animait une émission de radio en 1977 avait été confronté à  des tracasseries multiples, notamment la fouille du local de son association, sur fond de forte médiatisation de l'affaire Jacques Dugué, à laquelle ni Boulin ni Jean-Michel Desjeunes ne sont mélés, mais qui verra Gabriel Matzneff, un ami proche du premier, témoigner en faveur de Jacques Dugué à son procès.

## Œuvres
- La Charte des enfants, avec Bertrand Boulin et Philippe Alfonsi. – Paris : Stock, 1977. – (Stock 2. Lutter)-  (ISBN 9782234007666)